# Norbert Hungerbühler
Norbert Hungerbühler (* 25. April 1964 in Flawil) ist ein Schweizer Mathematiker.
Hungerbühler besuchte die Kantonsschule Burggraben in St. Gallen und studierte Mathematik an der ETH Zürich mit dem Diplom-Abschluss 1989 bei Christian Blatter (Computer-Tomographie) und der Promotion 1994 bei Michael Struwe (und Jürgen Moser) (p-harmonic flow). Als Post-Doktorand war er Assistent von Stefan Müller an der Albert-Ludwigs-Universität Freiburg und an der University of Minnesota. 1998/99 war er am Max-Planck-Institut für Mathematik in den Naturwissenschaften in Leipzig. 1999/2000 war er Assistant Professor an der University of Alabama. 2000 habilitierte er sich an der ETH Zürich (Young measures and Partial Differential Equations) und war danach Professor an der Universität Fribourg, wo er 2003 und 2007 das Departement Mathematik leitete. 2010 wurde er Professor an der ETH Zürich.
Hungerbühler befasst sich insbesondere mit Analysis (Partielle Differentialgleichungen einschließlich Anwendung in Differentialgeometrie und Hydrodynamik), aber auch zum Beispiel mit Zahlentheorie, Geometrie (wie Billardprobleme) und Kombinatorik (einschließlich Unterhaltungsmathematik).
2006/2007 war er Präsident der Schweizerischen Mathematischen Gesellschaft, deren Sekretär er 2003 und deren Vizepräsident er 2004/2005 war. 2006 bis 2010 war er Gründungsdirektor des Graduiertenprogramms für Mathematik der Schweiz.

## Schriften
- Einführung in partielle Differentialgleichungen. Verlag der Fachvereine, Zürich 1997.
- Leon Simon (based on lecture notes by Norbert Hungerbühler): Theorems on regularity and singularity of energy minimizing maps. Birkhäuser, Basel 1996.
- Herausgeber mit Peter Ebenfelt, Joseph Kohn, Ngaiming Mok, Emil J. Straube: Complex Analysis – Several complex variables and connections with PDE theory and geometry. Birkhäuser, Trends in Mathematics, 2010.